# Desmerurt-familien
Desmerurt-familien (Adoxaceae) rummer kun 5 slægter, men hen mod 200 arter. De er udbredt i de nordlige, tempererede egne, bjergegne i troperne, men kun sporadisk i Afrika. Det er træer, buske eller urter med modsatte blade, der har tandet bladrand. Sammensatte blade findes, men de er ikke almindelige i familien. Blomsterne er samlet i skærmagtige stande, der rummer mange, små, femtallige blomster. Frugterne er stenfrugter.
| Slægter |

- Desmerurt-slægten (Adoxa)
- Hyld (Sambucus)
- Sinadoxa
- Kvalkved (Viburnum)
- Tetradoxa